# 90マイル
『90マイル』（90 Millas）は、2007年にリリースされたグロリア・エステファンの通算21枚目（ソロ名義では11枚目）のスタジオ・アルバムである。

## 解説
アメリカのラテンアルバムチャートでは3週に渡って1位を記録。
ラテングラミー賞では最優秀トラディショナル・トロピカル・アルバム賞を受賞、アルバムでの受賞はこれが初となる。また収録曲「ピンタメ・デ・コロレス〜色で染めて」も最優秀トロピカルソング賞を受賞。

## 収録曲
1. メ・オディオ〜自分が嫌い - Me Odio
2. ノ・ジョレス〜泣かないで - No Llores
  - カルロス・サンタナ、ホセ・フェリシアーノ、シーラ・Eをフィーチャリングしている。
3. ロ・ヌエストロ〜ふたりの関係 - Lo Nuestro
4. ピンタメ・デ・コロレス〜色で染めて- Píntame De Colores
5. 聖母カリダー - Caridad
6. ジョー・ノ・カンビアリア〜変えたくない - Yo No Cambiaría
7. ベサメ〜キスして - Bésame
8. レフラネス〜格言 - Refranes
9. ア・バイラール〜踊りましょう - A Bailar
10. エスタ・フィエスタ・ノ・バ・アカバール〜パーティーは終わらない - Esta Fiesta No Va' Acabar
11. ボルベレー〜もういちど - Volveré
12. エスペランド (クァンド・クーバ・セア・リブレ)〜キューバが自由になったら - Esperando (Cuando Cuba Sea Libre)
13. モレニータ〜褐色の肌の娘 - Morenita
14. 90ミジャス〜90マイル - 90 Millas

日本盤ボーナストラック
1. アル・ベルテ・パルティール - Al Verte Partir
2. ブエルタス・ダ・ラ・ビダ - Vueltas Da La Vida